# 地级市
地级市是中华人民共和国地级行政区的一种，属于第二級行政区划，指受其行政中心所在城市所管辖的全部地区。自1983年开始，在国家行政机构区划统计上作为行政区划术语固定下来，取代之前的省辖市之称。至1986年，“地级市”达到166个，占地级行政区的51％，取代“地区”和“盟”成为“地级行政区”的主体。截至2019年1月，地级市数量稳定下来，在总计333个地级行政区中，其中仅有7个地区、3个盟，地级市达到293个，占88％。
- 地级市的行政级别相当于地区、自治州、盟。大部分地级市一般管辖所有形式的县级行政区，包括市辖区、县、自治县、旗和自治旗，同时还代管县级市。全国也有4個無下辖县、直管乡级行政区的俗称“直筒子市”的地级市。
- 按照《中华人民共和国宪法》第三十条对于行政区域的划分，只有直辖市和较大的市的区划能分为区、县；县和自治县的区划能分为乡、镇。因此地级市管区县或乡镇存在违宪的法律争议。宪法中“市”只有“较大的市”、“设区的市”和“不设区的市”这三种，并没有“地级市”、“县级市”等另外的说明，那只是按常识引申出来的行政级别名称。

## 历史沿革
省轄市管县体制最早源于1950年代早期，1951年浙江省将原省直辖的杭县划归省辖市杭州市管辖；1954年直辖市旅大市改制为辽宁省辖市后，继续管辖金县和长海县。1958年，河北省撤销“天津地区”，将武清、静海等12个县划归省辖天津市领导。
1954年颁行的《宪法》中有“直辖市和较大的市分为区”的行政区划条文，1959年9月17日，第二届全国人大常委会第九次会议通过了《关于直辖市和较大的市可以领导县、自治县的决定》，对市管县体制作出了法律上的规定，直接推动了市管县体制的发展。1960年，全国已有52个市领导243个县，约占全国县建制总数的八分之一。这次市管县体制产生的契机是大跃进和人民公社运动，缺乏客观的经济文化基础，随之很快降温。1961年以后随着经济调整和整顿的开始，大量市管县县恢复原有体制，河北省恢复了全部专区和专员公署。至1966年全国管辖县的市降至25个，管辖的县数量不到1960年的三分之一，至此市管县体制经历了第一次大起大落。直到此时，省辖市的辖区范围内，仍以非农业人口为主，且多为省会城市或重要工业城市。
1978年颁行的《宪法》中的行政区划条文变更为“直辖市和较大的市分为区、县”。1979年国务院财经委员会派一批专家调研四川省产业结构问题，时任中国社会科学院财贸经济所所长刘明夫明确提出了“中心城市”的概念。1982年中共中央第51号文发出了“改革地区体制、实行市领导县体制”的通知，首先在江苏试点1983年在全国试行。随后中央又发出《关于地市州党政机关机构改革若干问题的通知》，要求“积极试行地、市合并”，并把此作为1983年地方政府改革的一项重要内容。至此市管县体制开始在全国范围内推行，并且在国家的行政区划序列里，正式将市分为地级市和县级市。

## 地级市设立的类型
就其产生的途径来说，1983年以后的地级市大致可以分为几种类型，即
- 直接继承自原来的省辖市，或者划入几个新的县。這是大多數情況。
- “地市合并”。多数情况是，原来的省辖市继承为地级市时，同时有一个地区行署的驻地也在该市内，遂将该地级市和地区行署合并。如河北省的唐山市、石家庄市、邯郸市、邢台市、保定市、张家口市、承德市均是将地区行署并入同名的地级市。山西省的大同市，是由大同市和雁北地区合并而成，则是原地级市和地区并不同名。这种情况，一般的操作是将地区行署撤消，其所属各县全部划归相应的地级市。但也有例外，如1994年湖北省荆州地区和沙市市合并为荆沙市（后改名荆州市）时，则以沙市市为主体，但因沙市市没有下属縣（直筒子市），且荆州地区并不驻在沙市，而是驻在当时属于江陵县境内的荆州城，所以各取一字更名為荊沙市。
- “地改市”，即将原来的地区（或盟）行署直接改设为地级市。如湖南省的益阳市、常德市、郴州市、怀化市均由同名地区行署改制而来，永州市则由零陵地区改制。但少数情况下，地级市的驻地和原地区行署不同。如广西壮族自治区崇左市由原驻南宁市区的南宁地区改制而来，同时驻地迁至崇左。浙江省台州市由同名地区改为地级市时，驻地同时由临海迁至椒江。
- “撤县设市”和“县升地”，即由县级市或县升格为地级市。如河南的三门峡市、漯河市，湖南的大庸市（今张家界市），广东的中山市、东莞市等，设地级市前均为县级市。宁夏回族自治区的中卫市，设地级市前为县建制。海南省的儋州市，设地级市前为省直管县。这些县级行政区，并不是地区行署所在地。
- 其他特殊情况：
  - 由镇直接升格为地级市，如广东省的汕尾市，设市前当地最高的地方政府为汕尾镇，隶属海丰县，汕尾市（地级）设立后，则反过来管辖海丰县等。
  - 2012年6月21日，国务院撤销海南省西沙群岛、南沙群岛、中沙群岛办事处，在西南中沙办事处的基础上设立地级市三沙市，市人民政府驻地在西沙的永兴岛。（後設立西沙區）这是全国唯一一个由办事处升为地级市的案例。

## 地级市类型
地级市分为以下4种情况：
- 既设市辖区，又管辖县、自治县、旗、自治旗，也代管县级市；（占绝大多数）

- 只设市辖区，不管辖县、自治县、旗、自治旗，不代管县级市的地级市；
  - 江苏省：南京市
  - 湖北省：武汉市、鄂州市
  - 福建省：厦门市
  - 广东省：广州市、深圳市、珠海市、佛山市
  - 海南省：海口市、三亚市、三沙市
  - 内蒙古自治区：乌海市
  - 新疆维吾尔自治区：克拉玛依市

- 只设市辖区，不管辖县、自治县、旗、自治旗，仅代管县级市的地级市；
  - 辽宁省：营口市
  - 江苏省：无锡市、常州市、苏州市、镇江市、泰州市
  - 江西省：鹰潭市
  - 山东省：青岛市、枣庄市、烟台市、威海市
  - 广东省：江门市、茂名市
  - 贵州省：六盘水市

- 既不设市辖区，又不管辖县、自治县、旗、自治旗，也不代管县级市的地级市，俗称“直筒子市”。
  - 广东省：东莞市、中山市
  - 海南省：儋州市
  - 甘肃省：嘉峪关市